# Ernst-Friedemann von Münchhausen der Jüngere
Ernst-Friedemann Freiherr von Münchhausen (* 7. Januar 1906 in Kölleda; † 16. März 2002 in Düsseldorf) war ein deutscher Jurist und Verwaltungsbeamter. Von 1967 bis 1970 war er Staatssekretär im Justizministerium des Landes Nordrhein-Westfalen. 

## Leben
Ernst-Friedemann von Münchhausen entstammte dem Adelsgeschlecht Münchhausen. Sein Vater war Friedemann Freiherr von Münchhausen, Rittergutsbesitzer in Herrengosserstedt und Landrat des Kreises Eckartsberga, seine Mutter Gertrud Freiin von Hammerstein-Loxten. 
Nach dem Schulbesuch absolvierte er eine Landwirtschaftslehre. Im Anschluss studierte er Agrar-, dann Rechtswissenschaften an den Universitäten in Göttingen, München und Kiel. 1926 wurde er Mitglied des Corps Saxonia Göttingen. 1930 bestand er das Erste, 1934 das Zweite Juristische Staatsexamen. Er promovierte 1932 zum Dr. iur. und war in verschiedenen juristischen Stellungen in Berlin beschäftigt. Nach dem Tod des Vaters 1936 übernahm er das Gut Herrengosserstedt bei Eckartsberga, das 1945/46 durch die sowjetische Bodenreform entschädigungslos enteignet wurde.
Münchhausen, der als Stabsintendant der Reserve am Zweiten Weltkrieg teilgenommen hatte, ließ sich nach der Entlassung aus der Kriegsgefangenschaft 1949 in Westdeutschland nieder. Ende 1949 übernahm er die Leitung des Wiedergutmachungsamtes in Mönchengladbach. Danach wurde er Sonderbeauftragter des Landes Nordrhein-Westfalen für die Entnazifizierung.
1951 wurde er Richter, 1960 Senatspräsident am Oberlandesgericht Düsseldorf und 1964 Präsident des Landgerichts Bielefeld. Von 1967 bis 1970 war Münchhausen Staatssekretär im Justizministerium des Landes Nordrhein-Westfalen. Er stand der SPD nahe. Nach seiner Pensionierung war er Gutachter und Berater für das Land und die Industrie.
Er war in erster Ehe verheiratet mit Marie Luise Freiin von Hammerstein-Equord, Tochter des Generals Kurt von Hammerstein-Equord. Aus dieser Ehe stammen drei Kinder. Am 14. Juni 1952 heiratete er Emilie (Emmy) Gräfin von Plettenberg-Heeren, geb. Gräfin Eckbrecht von Dürckheim-Montmartin, Witwe von Wilhelm-Adolf Graf von Plettenberg-Heeren, mit der er auf Haus Hilbeck lebte. Beide hatten eine Tochter, die Journalistin Anna von Münchhausen.

## Auszeichnungen
- 1986: Verdienstorden des Landes Nordrhein-Westfalen[4]
- 1970: Großes Bundesverdienstkreuz mit Stern